# おおたはるか
おおた はるか（1993年5月4日 - ）は、三重県鳥羽市出身の洋画家・水彩画家。
ポートレイトを中心とした水彩画や油絵を描いている。

## 略歴
- 1993年 - 三重県鳥羽市に生まれる。
- 2012年 - 奈良芸術短期大学洋画コースに入学。
- 2014年 - アートスクール大阪絵本コースに入学。
- 2015年 - 雑誌『イラストレーション』The Choice（川名潤審査）で入選。HBファイルコンペ vol.26大賞（副田高行賞）。
- 2016年 - 雑誌『イラストレーション』The Choice（大島衣堤亜審査）で準入選。

## 代表作
- 「双子の姉妹」-「むずかしい年ごろ」アンナ・スタロビネツ 著（河出書房新社）の装画[1]